# Imperator totius Hispaniae
Imperator totius Hispaniae —traducido del latín como «emperador de toda España»— fue un título que nació como término de la mano de los monarcas de León, al menos, en el siglo x. Fue usado esporádicamente hasta varios siglos más tarde, según los reyes de la España cristiana luchaban por la supremacía. Durante la Edad Media, el topónimo latino Hispania, sus deformaciones (como «Yspania» o «Spania») o cualquiera de sus versiones romances (como «España» u otras variantes gráficas, como «Espanna») se usaba, en singular o en plural, para referirse al total de la península ibérica.
Este título fue adoptado desde el siglo X por los monarcas leoneses, para defender la supremacía política de León frente a los demás reinos peninsulares que se estaban formando [cita requerida]. Los reyes leoneses aspiraron a restaurar el estado hispanogodo, pues defendían ser los herederos directos del último monarca visigodo, Don Rodrigo.
En el siglo IX, inicia la idea imperial, con el reinado de Alfonso III de Asturias, llamado magnus imperator o imperator noster; y adoptan el título de emperador, Ordoño II (imperator legionense), Ramiro II (magnus basileus), Ramiro III, Alfonso V, Bermudo III y quizá Sancho Garcés III de Navarra tras heredar León y Castilla (aunque este título solo se documenta en una moneda de ejemplar único, hoy atribuida al reinado de Alfonso VII de León), Fernando I fue llamado rex imperator, y Alfonso VI de León llegó a titularse Imperator totius Hispaniae en 1077. Urraca I de León (1109–1126) también se proclamó imperatrix totius hispaniae.
En 1135, Alfonso VII fue coronado solemnemente emperador en León. Entre sus vasallos se contaban los reyes de Aragón, Navarra y Portugal, el conde Ramón Berenguer IV del condado de Barcelona y varios monarcas musulmanes, quienes a la muerte del Emperador en 1157 rechazaron la teórica supremacía política del título.[cita requerida]
| Image | Emperador                         | Título                                                                                   | Fuente                                            |
| ----- | --------------------------------- | ---------------------------------------------------------------------------------------- | ------------------------------------------------- |
|       | Alfonso III de Asturias (866–910) | Hispaniae imperator Imperator totius Hispaniae Magnus imperator                          | Cartas reales póstumas; Falsificaciones del S.XII |
|       | Alfonso VI de León (1065–1109)    | Imperator totius Hispaniae Al-Imbraţūr dhī-l-Millatayn (emperador de las dos religiones) | Documentos y correspondencia.                     |
|       | Urraca I de León (1109–1126)      | Imperatrix totius hispaniae                                                              | Documentos.                                       |
|       | Alfonso VII de León (1126–1157)   | Imperator totius Hispaniae                                                               | Chronica Adefonsi imperatoris y documentos.       |

## Antecedentes
Desde el año 910 se documenta el uso del título de imperator ('emperador') por parte de los reyes de León. A la muerte de Alfonso III, sus descendientes Ordoño II y Ramiro II le denominaron Magni Imperatoris; consta asimismo el uso de imperator en los diplomas de la época.
En las primeras décadas del siglo XI Abad Oliva se refirió a los reyes de León, Alfonso V y Bermudo III como imperatores[cita requerida], asimismo Sancho Garcés I es denominado Obtime Imperator en el Códice de Roda.
En 1034 la ciudad imperial de León fue conquistada por Sancho III de Pamplona, apodado El Mayor, y se postuló que existía una moneda con la leyenda «Imperator» y Naiara (Nájera). Pero la moneda con las inscripciones «Naiara» e «Imperator», por mucho tiempo atribuida a Sancho III el Mayor, actualmente es considerada posterior; y las afirmaciones que sostenían que se intituló imperator, carecen de fundamentación.

## Evolución

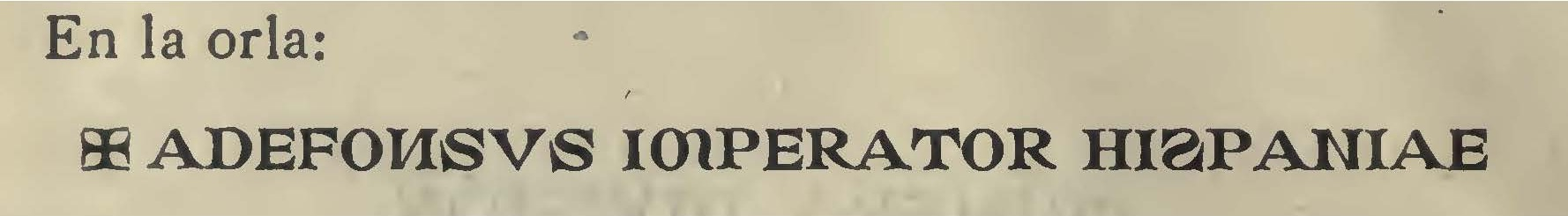
Sellos Reales. Alfonso VII de León reinó desde 1126 hasta 1157. En este sello se llama a Alfonso VII «Emperador de España», como antes de él se tituló así Alfonso VI.

En 1077, Alfonso VI, que unificó de nuevo la propiedad de su padre, se coronó «Imperator totius Hispaniae». Casó a su hija y heredera, Urraca (reina de León y Castilla), con Alfonso el Batallador, rey de Navarra y Aragón, y tras la muerte de aquel en 1109, el Batallador comenzó a usar el título de Imperator en sus documentos, aunque en sus monedas solo figuraba como Rex. Alfonso el Batallador murió en 1134.
Otros soberanos también utilizaron en esa época títulos similares, así Raimundo, yerno de Alfonso VI, se denomina «Totus Gallicorum Imperator», en su tumba de la Catedral de Santiago de Compostela y el propio Alfonso VI era titulado «Gallicae Regie» según las crónicas realizadas por Guillermo de Malmesbury.
En 1135, Alfonso VII de León fue coronado «Imperator totius Hispaniae» en la Catedral de León aunque se le denomina más asiduamente «Rey de León» en la Chronica Adefonsi imperatoris y se refleja en su moneda. Este intentó fortalecer su título patrocinando a la Iglesia, con la Reconquista y a través de la anexión de los reinos vecinos, por lo que ha permanecido en la historia con el sobrenombre de Emperador. Su reino acabó dividiéndose tras su muerte en 1157 y el título imperial cayó en desuso permanentemente.